# دکترای داروسازی
دکتری داروسازی، به درجه دکترای حرفه‌ای در رشته تحصیلی داروسازی گفته می‌شود و در بسیاری از کشورها از جمله ایران، دریافت این درجه پیش نیاز صدور مجوز جهت فعالیت یک داروساز می‌باشد. اولین دوره دکترای داروسازی (.Pharm.D) در کالج داروسازی دانشگاه کالیفورنیای جنوبی، واقع شده در لس آنجلس، در سال ۱۹۵۰ ارائه شد.
در ایران دکتری داروسازی معمولاً 11 ترم است.